# Flaga obwodu biełgorodzkiego
Flaga obwodu biełgorodzkiego (NHR:621) zatwierdzona 22 czerwca 2000 r., zawiera w sobie historyczne kolory i symbole biełogrodzkich pułków, nadanych przez Piotra I w 1712 r., a także element dawnej flagi Rosji (niebieski krzyż).
Niebieski krzyż dzieli flagę na cztery równe części. Pierwsza (na górze od strony umocowania) ma kolor biały, druga (poniżej) – czerwony, trzecia (na górze – swobodny brzeg materiału) – zielony, czwarta (na dole u swobodnego brzegu materiału) – czarny. Na białej części flagi znajduje się herb obwodu biełogrodzkiego, ustanowiony 15.02.1996 r. na podstawie herbu z 1730 r.
Stosunek szerokość do długości flagi – 2:3, stosunek wysokości kolorowych pól flagi do jej długości 3:9, stosunek szerokości ramienia krzyża do szerokości materiału – 1:11.